# Opostega cretatella
Opostega cretatella là một loài bướm đêm thuộc họ Opostegidae. Nó được Chrétien miêu tả năm 1915. Loài này có ở Algérie.
Con trưởng thành bay vào tháng 4.